# Rockford (Illinois)
Rockford is een stad in de Amerikaanse staat Illinois en telt 150.115 inwoners. Het is hiermee de 136e stad in de Verenigde Staten (2000). De oppervlakte bedraagt 145,0 km², waarmee het de 121e stad is.
Rockford ligt aan de Rock River, een zijrivier van de Mississippi met een lengte van naar schatting 459 kilometer.
De stad is sinds 1908 de zetel van het rooms-katholieke bisdom Rockford.

## Demografie
Van de bevolking is 14,1 % ouder dan 65 jaar en bestaat voor 30,7 % uit eenpersoonshuishoudens. De werkloosheid bedraagt 6,7 % (cijfers volkstelling 2000).
Ongeveer 10,2 % van de bevolking van Rockford bestaat uit hispanics en latino's, 17,4 % is van Afrikaanse oorsprong en 2,2 % van Aziatische oorsprong.
Het aantal inwoners steeg van 143.942 in 1990 naar 150.115 in 2000.

## Klimaat
In januari is de gemiddelde temperatuur -7,7 °C, in juli is dat 22,9 °C. Jaarlijks valt er gemiddeld 921,5 mm neerslag (gegevens op basis van de meetperiode 1961-1990).

## Plaatsen in de nabije omgeving
De onderstaande figuur toont nabijgelegen plaatsen in een straal van 16 km rond Rockford.

## Stedenband
- Cluj-Napoca, Roemenië

## Geboren
- George Nichols (1864-1927), acteur, filmregisseur
- Steve Cherundolo (1979), voetballer
- Virgil Abloh (1980-2021), architect, beeldkunstenaar, modeontwerper en dj
- Piper Gilles (1992), kunstschaatsster
- Emily Bear (2001) componist, pianist, Grammy Award 2022-winnaar